# Rácalmás
Rácalmás – miasto na Węgrzech, w Komitacie Fejér, w powiecie Dunaújváros.